# Aquiles Parboni
Achille Parboni (1783-1841) fue un litógrafo italiano del siglo XIX.

## Biografía
Habría nacido en 1783. Litógrafo cuya firma se apareció en láminas pertenecientes a la Colección litográfica publicada por José Madrazo. Entre ellas se encontraron Una cascada y Un paisaje con la Magdalena penitenta, de Poussin; Ruinas de la antigua Roma; La salida del sol, Pastores conduciendo su ganado, y Paso de un vado, de Claudio de Lorena; Vista del puerto de Salerno, de Salvator Rosa; Ventorrillo en un camino de Italia, y Un país de Italia, de Spierinchz. Habría fallecido en 1841.